# Lepanthes escobariana
Lepanthes escobariana är en orkidéart som beskrevs av Leslie Andrew Garay. Lepanthes escobariana ingår i släktet Lepanthes och familjen orkidéer. Inga underarter finns listade i Catalogue of Life.